# Millettia eetveldeana
Millettia eetveldeana är en ärtväxtart som först beskrevs av Marc Micheli, och fick sitt nu gällande namn av Lucien Leon Hauman. Millettia eetveldeana ingår i släktet Millettia och familjen ärtväxter. Inga underarter finns listade i Catalogue of Life.